# Ливингстън (окръг, Ню Йорк)
Вижте пояснителната страница за други значения на Ливингстън.
Окръг Ливингстън (на английски: Livingston County) е окръг в щата Ню Йорк, Съединени американски щати. Площта му е 1658 km², а населението - 63 799 души (2017). Административен център е град Дженисио.